# Garbatella (metropolitana di Roma)
Garbatella è una stazione della linea B della metropolitana di Roma.

## Storia
È una stazione di superficie inaugurata nel 1990 in sostituzione di quella preesistente dal 1955, che si trovava a circa 200 metri di distanza: la vecchia stazione era infatti accessibile da piazza Giancarlo Vallauri, mentre quella attuale si affaccia su via Giacinto Pullino.

## Servizi
La stazione dispone di:
- Biglietteria automatica
- Servizi igienici

## Interscambi
- Fermata autobus ATAC